# François Villon (film)
Cet article concerne le film d'André Zwoboda. Pour le poète français, voir François Villon.
Pour plus de détails, voir Fiche technique et Distribution.
François Villon est un film français d'André Zwoboda réalisé en 1945.

## Synopsis
Le film raconte un épisode entièrement imaginaire à propos de François Villon, le poète de la célèbre Ballade des pendus.
Épris de Catherine de Vaucelles, il assassine son rival auprès d'elle.
Il fera ensuite l'objet d'un règlement de comptes de la part de ses anciens complices de la bande des Coquillards qui, le soupçonnant de les avoir trahis, le tuent en représailles.

## Fiche technique
- Réalisation : André Zwoboda
- Scénario : André Zwoboda, et Pierre Mac Orlan d'après sa nouvelle Une fin comme une autre
- Dialogues : Pierre Mac Orlan
- Photographie : Louis Page
- Musique : Tony Aubin et Georges Auric
- Producteur : André Tranché
- Année : 1945
- Format :  noir et blanc - 1,37:1 - 35 mm - son mono
- Pays de production :  France
- Genre : drame
- Durée : 95 min
- Date de sortie en salles :
  - France : 2 septembre 1945

## Distribution
- Serge Reggiani : François Villon
- Jean-Roger Caussimon : le grand écolier
- Henri Crémieux : Maître Piédoux
- Pierre Dargout : Thibaud
- Guy Decomble : Denisot
- Claudine Dupuis : Huguette du Hainaut
- Jacques-Henry Duval : Tuvache
- Renée Faure : Catherine de Vauselles
- Gabrielle Fontan : la Villonne
- Micheline Francey : Guillemette
- Gustave Gallet : Guillaume de Villon
- Léon Larive : Turgis
- Frédéric Mariotti : Arnoulet
- Albert Michel : le paysan
- Albert Montigny : Ratier
- Jean Morel : Alain
- Michel Vitold : Noël, le borgne
- Jean Carmet : un compagnon de François (non crédité)